# Владе Дивац
Владе Дивац (Пријепоље, 3. фебруар 1968) бивши је српски и југословенски кошаркаш. Од 2009. до 2017. године је био председник Олимпијског комитета Србије.
Дивац је играо на позицији центра у Слоги, Партизану, Лејкерсима, Хорнетсима, Црвеној звезди (у Евролиги) и Кингсима. Био је један од првих Европљана који је заиграо у НБА. Са кошаркашком репрезентацијом Југославије освојио је два светска првенства, три европска првенства и две сребрне медаље на Олимпијским играма. За национални тим Југославије је одиграо 145 утакмица и постигао 1345 поена.
Иако активан играч, Дивац је био на положају председника Партизана у периоду од 2000. до 2004. Након завршетка играчке каријере постао је скаут Лос Анђелес Лејкерса и спортски директор кошаркашке секције Реал Мадрида. Године 2008. УЛЕБ га је сврстао међу 50 људи који су најзаслужнији за развој кошарке у Европи.
Дивац се бави и хуманитарним радом. Са Жарком Паспаљем, Александром Ђорђевићем, Предрагом Даниловићем, Зораном Савићем, Дејаном Бодирогом и Жељком Ребрачом основао је хуманитарну организацију Група 7. Дивац је због свог хуманитарног рада постао амбасадор добре воље Уједињених нација.

## Детињство
Дивац је рођен 3. фебруара 1968. године у Пријепољу. Као четрнаестогодишњак, био је већ висок 188,5 , што га је забрињавало и навело да постави питање Политикином забавнику, тражећи неко решење да се успори раст.

## Каријера

### Југославија
Пре него што се бавио кошарком Дивац је тренирао фудбал и био је голман у месном клубу. Међутим, фудбалску каријеру је прекинуо је након што је на једном тренингу био неодлучан да се баци у блато како не би испрљао нове рукавице. Његов тим је изгубио, а изнервирани тренер му је рекао да потражи неки други спорт.
Дивац је тренирао кошарку у родном Пријепољу у клубу КК Елан код тренера Милована Богојевића. Његова професионална каријера у Југославији почела је када је заиграо за Слогу из Краљева и одмах скренуо пажњу на себе тако што је у утакмици са Црвеном звездом постигао 27 поена. У лето 1986. Дивац је био највећа звезда прелазне сезоне, након што је потписао за Партизан за 14.000 немачких марака.
Дебитовао је за репрезентацију Југославије у квалификацијама за Светско првенству у Шпанији 1986. године. Прву утакмицу за плаве у сениорској репрезентацији одиграо је у Ден Хелдеру против Холандије, где је постигао четири прва поена.
Исте године је, са 18 година, дебитовао за сениорску репрезентацију Југославије на квалификацијама за Светском првенству 1986. у Мадриду, на позив селектора Крешимира Ћосића. У дебитантској утакмици за сениоре против Холандије је постигао 4 поена. Недељу дана касније у мечу против Мађарске дао је 27 поена. Међутим, одличан дебитантски учинак на Светском првенству је у сенку бацио догађај у полуфиналу против Совјетског Савеза: један минут пре краја утакмице, Југославија је водила са убедљивих 9 поена разлике, али су Совјети са три шута за три поена изједначили: један шут је био након Дивчеве изгубљене лопте на средини терена након непотребног дриблинга. У продужетку су Совјети лако савладали шокиране Југословене, који су на крају освојили бронзану медаљу.
Следеће године Дивац је био део тима који је освојио бронзану медаљу на Европском првенству 1987. у Грчкој, златну медаљу на Летњој универзијади 1987. у Загребу и на крају злато на Светском јуниорском првенству у Бормију. Овај догађај је био одскочна даска за младу генерацију југословенских кошаркаша, уз звезде попут Александра Ђорђевића, Дина Рађе и Тонија Кукоча. Пре распада Југославије, ова генерација је донела Југославији сребро на Олимпијским играма 1988. у Сеулу, злато на Европском првенству у кошарци 1989. у Загребу, злато на Светском првенству у кошарци 1990. у Буенос Ајресу и злато на Европском првенству 1991. у Риму.
Партизан је 1987. године уз Дивца, Ђорђевића, Паспаља, Обрадовића, Грбовића, Савовића, Накића, Пецарског и, на месту тренера, Душка Вујошевића, имао сјајан тим који је освојио првенство Југославије, али није успео да освоји Куп европских шампиона, следеће сезоне, пошто је изгубио од Макабија у полуфиналу фајнал-фора у Генту. Југопластика је са Кукочем, Рађом и Савићем била јачи тим следеће три године и освојила је три првенства Југославије и три Купа европских шампиона. Партизан и Дивац су 1987. године освојили Првенство Југославије, а 1989. Куп Радивоја Кораћа и Куп Југославије.
Дивац је имао необичан стил за центра у ондашње време; упркос својој висини, поседовао је добру покретљивост, добро је водио лопту и имао је добар шут са дистанце. Понекад је деловао као плејмејкер. Дивац је такође волео да изводи шаљиве потезе на терену: на Европском првенству 1989, подигао је саиграча Зорана Радовића да би он могао да закуца. У само 4 професионалне сезоне у Европи, Дивац је уз Арвидаса Сабониса постао један од најбољих европских центара.

### НБА
Дивац је у НБА лиги провео 16 година као члан ЛА Лејкерса, Шарлота и Сакрамента и у том периоду постигао је укупно 13.398 поена. Спада међу шесторицу НБА кошаркаша који су постигли више од 13.000 поена, 9.000 скокова, 3.000 асистенција и 1.500 блокада.

#### Лејкерси
Лејкерси су одабрали Дивца на драфту 1989. као 26. пика. Дивац је уз Сабониса, Дражена Петровића, Шарунаса Марчуљониса и Жарка Паспаља био припадник таласа европских играча који су прокрчили пут осталим неамеричким играчима ка НБА. Лејкерси су претходне сезоне имали одличан тим предвођен Каримом Абдул-Џабаром (завршио каријеру на крају те сезоне), најбољим асистентом у историји НБА Меџиком Џонсоном, Џејмсом Вортијем и Еј Си Грином. Под Џабаровим и Џонсоновим туторством, Дивац је поправио своју игру и усвојио амерички стил игре. Упркос томе што није знао енглески језик, брзо је постао популаран међу саиграчима и публиком због свог шарма и духовитости. У сезони 1989/90. Дивац је одиграо 82 утакмице, делећи минутажу са Мајклом Томпсоном и постизао је просечно 8,5 поена за 19,6 минута по утакмици. 
Дивац је међу Лејкерсима био најбољи у броју блокада и други по броју скокова. Његово залагање му је донело место у тиму новајлија на Ол-стар викенду 1990. Дивац је са репрезентацијом Југославије 1990. освојио златну медаљу на Светском првенству 1990. у Аргентини.
Након победе у финалу над Совјетским Савезом, Дивац је узео хрватску заставу од исељеника у Аргентини и бацио је на под. У предвечерје распада Југославије, овакав чин је у хрватској јавности окарактерисан као излив национализма, мада је касније Дивац изјавио да је то урадио јер су тада сви играли под једном заставом и да то нема никакве везе са национализмом. Човек који је донео хрватску заставу Дивцу је 2017. дао интервју за аргентинске новине Pagina 12. Рекао је да се зове Томас Шакић, и да у финалу није навијао ни за један тим, већ за хрватске кошаркаше Дражена, Кукоча, и Чутуру, као и да је мислио да је и Дивац Хрват, док му није узео заставу. Шакић је навео и да није Хрват, већ Аргентинац хрватског порекла рођен у Росарију, и да се застава коју је унео у његовој породици чувала годинама. Имао је акредитацију фоторепортера, пошто је тада радио за локалне новине, и рекао је да Дивац није бацио ту заставу под ноге, нити нешто слично, али да је Дивчев поступак представљао знак непоштовања. Шакићево уношење заставе је, по његовим речима, њему донела велику популарност у хрватској емиграцији, "јер су видели заставу коју нису смели да покажу од 1945. године". Аргентински новинари су Томаса Шакића упитали о везама са Динком Шакићем, командантом усташког логора Јасеновац, пошто се обојица презивају исто, и једно време су обојица живели у Санта Тересити у склопу Провинције Буенос Ајрес, јер је Динко Шакић после рата пребегао у Аргентину. Томас је на то рекао да је боље да о томе не прича, чиме није ни потврдио, ни оспорио повезаност са њим.
У следећој сезони Дивац је постао стартни центар Лејкерса, предњачивши у скоковима и постигавши пето место у проценту шута у НБА лиги. Многи су били изненађени када је Лос Анђелес стигао у финале НБА лиге 1991. године, где је поражен од Булса предвођених Мајклом Џорданом, а са, због рата, окрњеном репрезентацијом Југославије је освојио Европско првенство у Риму.
Дивчева операција леђа га је спречила да игра у 44 утакмице сезоне 1992/93, али се одмах након потпуног опоравка вратио у први тим Лејкерса. У сезони 1993/94, Дивчево име се појављивало на листама најбољих центара лиге, а те године био је дванаести у НБА са 40 „дабл-дабл“ учинака. У тој сезони имао је 24 скока у једној утакмици, што је било највише за Лејкерсе од 1979. године када је Абдул-Џабар забележио 25 скокова. Дивац је био међу првих 40 у лиги по броју постигнутих погодака, скокова, блокада, асистенција, процента шута и одузимању лопте. Те сезоне Дивац је са Ђорђевићем, Даниловићем, Савићем учествовао у хуманитарној утакмици, којом је требало да се прикупи новац за лечење Слободана Јанковића, који је остао инвалид.
Следеће сезоне је имао 4,1 асистенцију и тако постао водећи центар НБА лиге у додавању лопти. Две утакмице за редом у којима је постигао 20 поена и 20 скокова су прве за Лејкерсе од 1975. године кад је такав успех забележио Абдул-Џабар. У лето 1995. Дивац је са репрезентацијом СР Југославије освојио Европско првенство у Атини, прво званично такмичење за СР Југославију од увођења санкција 1992.
У сезони 1995/96 Дивац је такође је био међу првих 25 у лиги по блокадама и проценту шута, али је број поена по утакмици опао. На крају сезоне, Лејкерси су одлучили да покушају да направе нови тим довођењем Шакила О’Нила из Орландо Меџика. Клуб је одлучио да направи места за О’Нила у стартној екипи и да скупи новац за његов уговор, па је послао Дивца у Хорнетсе у замену за тинејџера Кобија Брајанта. Дивац је у први мах помишљао да због овога прекине каријеру.

#### Хорнетси
На Олимпијским играма 1996. у Атланти, Дивац је са репрезентацијом СР Југославије освојио сребрну медаљу, након пораза од Сједињених Држава у финалу.
Хорнетси су претходне сезоне заменили играче Алонса Морнинга и Ларија Џонсона са Мајами Хитом, за играче Глена Рајса и Мета Гајгера, и у сезони 1996/97 су успели да победе у 54 утакмице (то је највише у клупској историји). Дивац се тада пласирао међу водеће играче у НБА лиги, по броју скокова и блокада, а превазишао је све НБА центре у асистенцијама. Због повреде пропустио је Европско првенство у кошарци 1997. у Шпанији, на ком је СР Југославија одбранила титулу шампиона.
Дивац је са Метом Гајгером у сезони 1997/98 године чинио центарску поставу и заједно су допринели квалитетној игри Шарлота на позицији центра. Остварили су заједно скоро 22 поена и 15 скокова по утакмици.

#### Кингси
Штрајк професионалних НБА кошаркаша је спречио Дивца да учествује на Светском првенству у кошарци 1998. у Атини, на ком је СР Југославија освојила златну медаљу испред Русије и репрезентације САД састављене од играча из аматерских и европских лига. Како се штрајк НБА играча продужио, Дивац је потписао уговор са Црвеном звездом, како би јој помогао у Евролиги. Са Дивцем у тиму, Црвена звезда је у Пиониру савладала потоњег првака Европе, литвански Жалгирис, а поражена је од По Ортеза у гостима. Ипак, како се штрајк ускоро окончао, Дивац је 22. јануара 1999. потписао уговор са Кингсима. Сакраменто је те сезоне заменио звезду Мича Ричмонда за проблематичног Криса Вебера, одабрао Џејсона Вилијамса на драфту, а у екипу је дошао раније одабрани Предраг Стојаковић. Нова постава Кингса је успела да извуче клуб из година осредњости и да се домогне плеј-офа, где ју је у четвртфиналу зауставила екипа Јуте са 3:2 у серији. Владе Дивац је тог лета предводио репрезентацију до бронзане медаље на Европском првенству у кошарци 1999. у Француској.
Кингси су следеће сезоне поновили овај успех, а овај пут су их зауставили потоњи шампиони Лејкерси идентичним резултатом. Дивац је тог лета одлучио да се не одазове позиву да игра за репрезентацију СР Југославије на Олимпијским играма 2000. у Сиднеју, која је заузела разочаравајуће 6. место, наводећи као разлог жељу да уживо прати Европско првенство у фудбалу 2000. у Белгији и Холандији.
Следеће сезоне Кингси су разменили бека Корлиса Вилијамсона за Дага Кристија и одабрали Хидајета Туркоуглуа. Због своје атрактивне игре, Кингси су добили надимак „Највећи шоу на терену“. Ове сезоне су направили корак даље у плеј-офу, избацивши Сансе, али су их нови-стари шампиони Лејкерси овај пут глатко добили у полуфиналу са 4:0. Ова сезона је за Дивца била упамћена по томе што је учествовао на Ол-стар викенду 2001. и тако постао први Европљанин коме је то успело, а да није студирао у Америци (пре Дивца на Ол-стару су учествовали Немац Детлеф Шремпф и Холанђанин Рик Смитс).
Одлучни да коначно буду бољи од Лејкерса и освоје титулу, Кингси су трампили Вилијамса са Гризлисима у замену за плејмејкера Мајка Бибија. Дивац је довео до савршенства технику изнуђивања фаула у нападу, што је било пресудно у борби са физички јачим центрима, као што је Шакил О’Нил. Те сезоне су доминирали у лигашком делу такмичења, са 61 победом и 21 поразом и освојеним првим местом у Западној конференцији и целој лиги, испред највећих ривала Лејкерса и Маверикса. У финалу Западне конференције, финалу пре финала, Лејкерси су у врло неизвесној серији савладали Сакраменто 4:3, а у једној утакмици су славили тројком Роберта Орија, до кога се одбила лопта, пошто ју је Дивац избацио из рекета. Ипак, Дивац је прихватио да помогне репрезентацији СР Југославије и да учествује на Светском првенству у Индијанаполису 2002, на којем је СР Југославија освојила последњу златну медаљу у својој историји. Дивац је био један од најзаслужнијих за победу СР Југославије над САД, јер је успешно зауставио америчке центре. После првенства се опростио од репрезентације.
Након освајања још једног првог места у својој дивизији Пацифик у сезони 2002/2003, Кингси су поражени у полуфиналу плеј-офа Западне конференције од Маверикса. У сезони 2003/04 Минесота је избацила Сакраменто у плеј-офу.

#### Поново у Лејкерсима
Након истека уговора 2004. године са Сакраментом, Дивац се вратио у Лејкерсе. Лејкерси су након пораза од Детроита у финалу НБА лиге, трампили или отпустили већину својих играча, укључујући Шакила О’Нила, a требало је да Дивац попуни ту празнину. Међутим, због повреде леђа пропустио је већи део сезоне. Коначно је 14. јула 2005. објавио своје повлачење, након 16 година у НБА.

## Каријера ван кошарке

### Партизан
Крајем 2000. након политичких промена у СР Југославији, Дивац и његов бивши саиграч Предраг Даниловић су преузели управу над КК Партизан. Дивац је постао председник клуба, а Даниловић је био потпредседник. Како је Дивац још увек играо у НБА, заправо је Даниловић водио клуб.
Њих двојица имали су намеру да уложе у клуб из кога су потекли. Међутим, отишли су 2004, остављајући за собом многа питања. За време управљања клубом више пута су спомињали тешкоће у проналажењу спонзора „јер је наводно неким компанијама са ‘вишег места’ сугерисано да не буду ‘спонзори шампиона’“. Јавности је остало непознато колико су новца уложили, а колико изгубили. На конференцији за новинаре изјавили су да је држава неспособна да уреди област спорта тако да омогући онима који желе и могу да инвестирају чине то без зебње да „новац бацају кроз прозор“.

### Лејкерси
Након завршетка каријере 2005. Дивац је био скаут Лејкерса у Европи. На том месту је остао до 2006.

### Реал Мадрид
У јуну 2006. преко свог пријатеља Предрага Мијатовића, Дивац се повезао са Рамоном Калдероном, као део Калдеронове кандидатуре за место председника спортског друштва Реал Мадрид. Када је Калдерон победио на изборима 2. јула 2006, Дивац је постао спортски директор кошаркашке секције Реал Мадрида.
Међутим, Дивчева улога у раду клуба је била симболична, а сам Дивац је загребачком недељнику Глобусу изјавио:
У Мадриду буквално ништа не радим, већ сам само део имиџа краљевског клуба. Место сам прихватио због пријатеља Пеђе Мијатовића, који је тамо директор.

### Влада Републике Србије
Министар унутрашњих послова Србије Ивица Дачић је у октобру 2008. изабрао Дивца за саветника у свом кабинету за спорт, дијаспору и хуманитарна питања. Дивац и Дачић су сарадници од раније, пошто је на Дачићев предлог, Дивац изабран за председника КК Партизан после петооктобарских промена, управо уместо Дачића.

### Председник Олимпијског комитета Србије
Дивац се крајем 2008. кандидовао за председника Олимпијског комитета Србије. Иако по статуту Дивац не задовољава услов од минимално 10 година рада у спортским организацијама, његова кандидатура је усвојена на предлог његовог противкандидата и актуелног председника Ивана Ћурковића. Ћурковић је повукао своју кандидатуру на дан гласања 24. фебруара 2009. и на тај начин Дивац је изабран за новог председника Олимпијског комитета Србије.

## Улагања
Дивац је учествовао у неколико подухвата невезаних за кошарку и док је играо у НБА, а нарочито након повлачења. У Сакраменту поседује ресторан али његови покушаји улагања у Србији су пропали из различитих разлога.
- Покушај куповине произвођача минералне воде „Књаз Милош“ из Аранђеловца није успео. Дивчева компанија „Апурна“ је у заједничкој понуди са француским прехрамбеним гигантом „Данонеом“ дала најбољу понуду, али је куповину обуставила Комисија за хартије од вредности Републике Србије, пошто су „Даноне“ и „Апурна“ наводно понудили додатни новац малим деоничарима.[18] На поновљеном конкурсу Дивац и „Даноне“ су се повукли, а предузеће је купио ФПП Балкан Лимитид, приватизациони фонд са Кајманских острва. Афера је изазвала велика трвења у влади Србије, спекулације око корупције, оставке шефа Комисије за хартије од вредности и полицијску истрагу.[19]
- Слична, али мање спектакуларна „афера“ се десила 2005. када је Дивац покушао да купи „Вечерње новости“. Дивац је направио споразум са малим акционарима да откупи компанију регистровањем нове компаније са заједничким капиталом. Међутим, Влада Србије је интервенисала и зауставила продају. Иако је Врховни суд Србије пресудио у Дивчеву корист, он се поново повукао из куповине и, разочаран, одлучио да више не улаже у Србији.[20]
- Код куповине предузећа „Вода вода“ је такође било проблема, а процес је још у току. Дивац је октобра 2007. регистровао 100% власништва над предузећем „Вода вода“, фабриком за флаширање минералне воде, која је претходно била власништво Војина Ђорђевића. Ову трансакцију је такође пратила контроверза, пошто је Ђорђевић јавно оптужио Дивца за превару, тврдећи да је Дивац прекршио договор који су имали и оспоравајући валидност уговора који је Дивац предао Агенцији за привредне регистре Републике Србије. Дивац тврди да је он заиста позајмио новац Ђорђевићевој компанији „Си енд си“, која је била у финансијским проблемима, а пошто Ђорђевић није испоштовао свој део уговора, само је искористио уговор, који је Ђорђевић потписао, да преузме компанију.[21][22]

## Хуманитарни рад
Владе Дивац је један од оснивача Групе 7, хуманитарне организације која помаже деци на простору бивше Југославије, коју је основао 1998. са шест својих саиграча из репрезентације (Паспаљ, Савић, Ђорђевић, Даниловић, Бодирога и Ребрача). Средином 2007. Дивац је основао Фондацију "Ана и Владе Дивац", чији је циљ помагање избеглицама у Србији. Србија има око 500.000 избеглица из ратова на територији СФРЈ и држава је која има највећи проблем са избеглицама у Европи. Око 7.800 људи још увек живи у колективним центрима у лошим условима, па се организација посветила куповини напуштених кућа, како би се коначно решио проблем смештаја. Једну од највећих донација овој фондацији дао је кошаркаш Владимир Радмановић, са 100.000 долара.
Визија Фондације “Ана и Владе Дивац” је Србија као друштво у коме грађани преузимају одговорност и схватају моћ заједништва у решавању личних и друштвених проблема на социјалном, економском, образовном и духовном плану.
Мисија Фондације “Ана и Владе Дивац” је да допринесе развоју равноправнијег, толерантнијег и солидарнијег друштва у Србији.
Фондација је посвећена збрињавању и економском оснаживању избеглих и расељених лица као и унапређењу положаја деце и младих кроз креирање услова за њихово здраво одрастање и развој.
Фондација тежи да подстакне солидарност и дух заједништва у друштву кроз развој филантропије.
Фондација „Ана и Владе Дивац“ је покренула кампању „Један у милион“ са циљем да мотивише појединце и компаније у Србији и дијаспори да помогну решавање дугогодишњих проблема од најширег друштвеног значаја. Наша основна жеља је да укажемо на важност и значај филантропије и чињеницу да свако од нас има могућност да се укључи и учествује у решавању проблема. Основна идеја кампање је да се из године у годину, окупи милион људи и донира 1 ЕУР месечно (12 ЕУР годишње).
Од 21. до 13. септембра 2007. Дивац је организовао званични опроштај од активне кошаркашке каријере у родном Пријепољу и Београду, истовремено промовишући своју „Можеш и ти“ кампању.
Поред своје организације, Дивац учествује и акцијама других особа. Учествовао је на опроштајној утакмици Синише Михајловића 28. маја 2007. у Новом Саду, где је приход са утакмице ишао штићеницима Дома за незбринуту децу у Сремским Карловцима и спортистима-инвалидима из Новог Сада. Дивац је такође члан Светске спортске хуманитарне куће славних, организације чији су чланови особе из области аматерског и професионалног спорта који су се истакли својим хуманитарним радом.

## Награда „Достојан пријатељ Балкана"
Фондација „Ана и Владе Дивац“ је установила награду „Достојан пријатељ Балкана“ за постигнућа и напоре зближавања различитих култура и толерантности према другима. Награде су добили:
- Илхам Алијев, председник Азербејџана

## Популарност
Током времена проведених у Лејкерсима, Дивчеву популарност и маркетиншки потенцијал је приметила америчка телевизијска индустрија. Дивац се појављивао неколико пута у лос-анђелеским вечерњим емисијама као што су „Шоу Арсенија Хала“ (енгл. The Arsenio Hall Show) и „Вече са Џејом Леноом“ (енгл. The Tonight Show with Jay Leno). Такође се појавио у америчким комедијама „Брачне воде“ (енгл. Married... with Children) и „Тренер“ (енгл. Coach), као и кратко емитованом серијом „Добри спортови“ (енгл. Good Sports) са Фаром Фосет у главној улози. На великом платну Дивац се појавио у филмовима са кошаркашким темама: „Еди“ (енгл. Eddie), „Свемирски баскет“ (енгл. Space Jam) и „Џуана Мен“ (енгл. Juwanna Mann). Дивац се појавио као специјални гост у серији „Црни Груја“ и филму „Ми нисмо анђели 3“. Такође се појавио као специјални гост на Песми Евровизије 2008. у Београду. Лопта коју је Дивац бацио у публику је била знак за почетак телефонског гласања.
Дивац се званично опростио од кошарке серијом догађаја од 21. до 23. септембра 2007. у Београду и Пријепољу. Свечаности у Београду је претходила хуманитарна акција Можеш и ти. Акцији су се придружили и бивши саиграчи Крис Вебер, Глен Рајс, Предраг Стојаковић, Скот Полард, Тони Кукоч као и политичари, уметници и краљевска породица Карађорђевића. Спектакл у Београду је одржан пред око 10.000 људи испред зграде Народне скупштине. Сакраменто Кингси су 31. марта 2009. повукли из употребе број 21 који је носио Дивац док је играо за тај клуб.
Почетком 1990-их, београдска група Деца лоших музичара је снимила песму Владе Дивац, посвећену његовом преласку у Лејкерсе. Група је коначно упознала Влада и отпевала песму на његовој опроштајној забави. Године 2005. поп-панк група Стрејт Ота Џуниор Хај је снимила песму „Vlah-Day Dee-Vatt“.
Дворана у Врњачкој Бањи је добила име по Дивцу. На званичном сајту НБА лиге, пре почетка јубиларне 75. сезоне, представљен је списак од 110 најсјајнијих звезда лиге, које су, како се наводи, допринеле да НБА постане водећи глобални спортски и медијски бизнис. На том списку се нашао и Дивац.

## Лични живот
Владе Дивац и његова супруга Снежана имају два сина, Луку и Матију, и усвојену кћерку Петру. Петрини биолошки родитељи су убијени на Косову 1999, а породица Дивац ју је исте године усвојила.
Дивац има и црногорско држављанство.

## Главни успеси у каријери
Репрезентација:
- Сребрне медаље на Олимпијским играма 1988. и 1996.
- Златне медаље на Светским првенствима 1990. и 2002.
- Златне медаље на Европским првенствима 1989, 1991 и 1995. и бронзане на Европским првенствима 1987. и 1999.
- Златна медаља на Европском првенству за кадете у Русији и Бугарској 1985.
- Златна медаља на Европском јуниорском првенству у Аустрији, 1986.
- Златна медаља на Светском јуниорском првенству у Бормију, Италија,1987,

Клубови:
- Првак СФРЈ 1987. са Партизаном
- Куп Југославије 1989. са Партизаном
- Куп Радивоја Кораћа 1989. са Партизаном
- Куп европских шампиона фајнал-фор 1988. са Партизаном

НБА:
- Изабран за први тим НБА лиге на Ол-стар утакмици 2001.
- Рангиран као 2. у историји Кингса по броју постигнутих погодака (14,3 ппу), броју скокова (10,0 спу-или 10. место у НБА), асистенција (4,3 апу) и блокада (1,2 бпу) у 1998-99
- Рангиран као 4. у историји Лејкерса са 830 блокираних шутева.
- Учествовао са Лос Анђелес Лејкерсима у финалу НБА 1991. године против Чикаго Булса и имао просечних 12,9 поена, 7,7 скокова и 2,4 асистенције по утакмици у укупно 63 одигране НБА плејоф утакмице.
- Изабран за први тим новајлија на Ол-стар утакмици 1990. након просечних 8,5 поена и 6,2 скокова по утакмици постигнутих у Лејкерсима.
- Придружио се Кариму Абдул Џабару и Хакиму Олајџувону у Дворани великана НБА лиге као један од тројице играча који су једини у НБА историји постигли више од 13000 погодака, 9000 скокова, 3000 асистенција и 1500 блокада.